# Вишера (притока Каме)
Вишера је река, лева је притока реке Каме у Пермском крају у Русији. Припада сливу Каспијског језера. Дуга је 415 km, а површина поречја јој је 31.200 km². Већим делом тече смером север-југ. 
Главне притоке су јој: Јазва и Колва.
Вишера се замрзава крајем октобра или почетком новембра, и остаје замрзнута под ледом све до краја априла.
У поречју ове реке постоје налазишта дијаманата.